# Dominique Mulamba
Dominique Lasconi Mulamba (* 22. Oktober 2001) ist ein kongolesischer Leichtathlet, der sich auf den Sprint spezialisiert hat.

## Sportliche Laufbahn
Erste Erfahrungen bei internationalen Meisterschaften sammelte Dominique Mulamba im Jahr 2022, als er bei den Afrikameisterschaften in Port Louis mit 21,79 s im Halbfinale im 200-Meter-Lauf ausschied und mit der kongolesischen 4-mal-100-Meter-Staffel in 41,24 s den sechsten Platz belegte. Im Jahr darauf schied er bei den Spielen der Frankophonie in Kinshasa mit 10,65 s im Semifinale im 100-Meter-Lauf aus, wie auch über 200 Meter mit 21,16 s. Zudem wurde er im Staffelbewerb in 40,58 s Fünfter. 2024 schied er bei den Afrikaspielen in Accra mit 21,29 s im Halbfinale über 200 Meter aus und wurde über 100 Meter in der Vorrunde disqualifiziert. Zudem verpasste er mit der Staffel mit 40,57 s den Finaleinzug. Anschließend schied er bei den Afrikameisterschaften in Douala mit 10,54 s in der ersten Runde über 100 Meter aus und schied über 200 Meter mit 21,64 s im Semifinale aus. Dank einer Wildcard nahm er im August an den Olympischen Sommerspielen in Paris teil und erreichte dort über 100 Meter die Hauptrunde. Jedoch wurde er noch während der Spiele des Dopings mit Stanozolol überführt und seine Resultate der Spiele annulliert. Später wurde für vier Jahre gesperrt. Zudem war er Fahnenträger seiner Nation bei der Eröffnungsfeier der Spiele.
In den Jahren 2020 und 2021 wurde Mulamba kongolesischer Meister im 100- und 200-Meter-Lauf.

## Persönliche Bestleistungen
- 100 Meter: 10,48 s (+1,3 m/s), 1. Juli 2023 in Fontainebleau
- 200 Meter: 21,14 s (−1,3 m/s), 21. März 2024 in Accra